# Premec
Premec je sprednji del ladje ali čolna. Zadnji del ladje se imenuje krma.
Na večjih ladjah se pogosto uporablja balonasti premec (bulbous bow), ki zmanjša vodni upor.